# Zuchtschau
Eine Zuchtschau, oder Zuchttierschau oder Zuchtausstellung, ist eine Veranstaltung eines Zuchtverbandes für Zuchttiere zur Darstellung seiner Zuchterfolge. Auf Zuchtschauen werden meistens Tiere verschiedener Rassen ausgestellt und nach dem jeweiligen Rassestandard bewertet.

## Arten von Zuchtschauen
- Hundeausstellung[1]
- Katzenausstellung[3]
- Zuchtschau (Pferde)[2]
- Viehschau[4]